# VI. Amenemhat

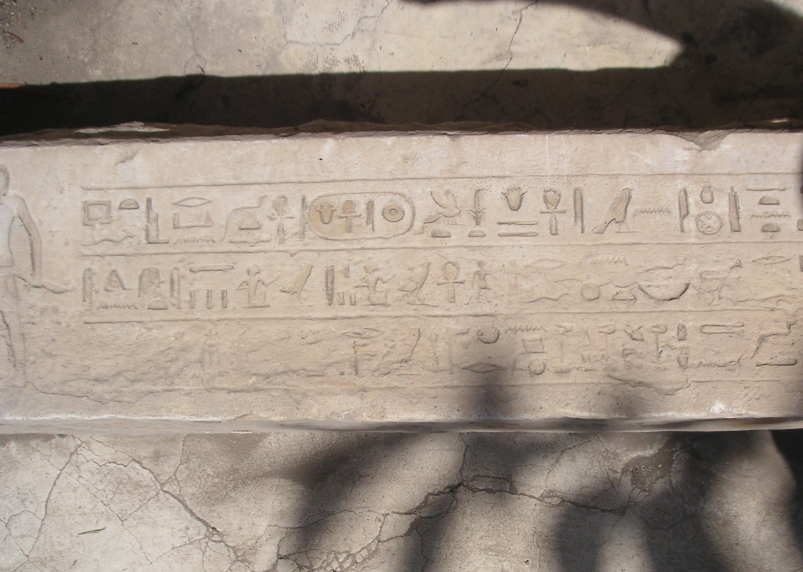
Amenemhat héliopoliszi felirata

VI. Amenemhat (más néven Ameni Antef Amenemhat, uralkodói nevén Szanhibré) ókori egyiptomi fáraó volt, a XIII. dinasztia elejének egyik uralkodója. Rövid ideig, legfeljebb három évig uralkodott. Valószínűleg ugyanahhoz a családhoz tartozott, mint V. Amenemhat, Ameni Kemau, Szahórnedzsheritef és Jufni. Csak pár korabeli említése maradt fenn, emellett két királylistán említik.

## Említései
VI. Amenemhat szerepel a XIX. dinasztia idejében összeállított torinói királylistán, amely az elsődleges történelmi forrásnak számít a második átmeneti korról. Kim Ryholt dán egyiptológus legújabb olvasata szerint VI. Amenemhat a lista 7. oszlopának 10. sorában szerepel, trónnevén, Szanhibréként. Alan Gardiner és Jürgen von Beckerath olvasata szerint ez a 6. oszlop 10. sorának felel meg. Amenemhatot említik a karnaki királylistán is, a 37. helyen (Ryholt és Baker számozása szerint a 34. helyen).
VI. Amenemhatot kevés korabeli lelet említi. Szerepel a neve a felső-egyiptomi el-Mahamid el-Kibliben talált két pecséthengeren (az egyik ma a Metropolitan Művészeti Múzeumban, ezen „Szobek, Szemenu ura” neve is szerepel). Karnakból került elő egy áldozati asztal, melyen VI. Amenemhat kártusa látható; ez ma a kairói Egyiptomi Múzeumban van (CG 23040). Egy abüdoszi sztélé említ egy Szanhibré-Szeneb-Szenebefeni nevű hivatalnokot, akinek neve valószínűleg bazilofór (uralkodója nevét magába foglaló) név, mely Szanhibré Amenemhatra utal. A héliopoliszi nekropolisz egyik magánsírjának architrávján is szerepel a Szanhibré név egy kártusban, újabb kutatások szerint azonban ez egy másik király, Szanhibtaui Szanhibré említése lehet.

## Helye a kronológiában
VI. Amenemhat helye a relatív kronológiában a torinói királylistának köszönhetően pontosan ismerhető. Elődje egy kevéssé ismert fáraó, Jufni, utódja a szintén kevéssé ismert Szemenkaré Nebennu. Abszolút pozíciója a dinasztiában az előtte lévő királyokat övező bizonytalanság miatt nehezen meghatározható. Kim Ryholt és Darrell Baker szerint a dinasztia nyolcadik királya, Thomas Schneider, Detlef Franke és Jürgen von Beckerath szerint a hetedik. Uralkodásának hossza a torinói papirusz töredékes állapota miatt nem ismert, csak a vége látszik: „… és 23 nap.” Ryholt rövid uralkodási időt tulajdonít neki, három évet i. e. 1788–1785 között.

## Uralkodásának hossza
Nem tudni, hogy VI. Amenemhat Egyiptom teljes területét uralta-e. Uralma valószínűleg kiterjedt Alsó-Núbiára, amelyet a XII. dinasztia alatt Egyiptom meghódított, és még legalább hatvan évig megtartott. Vitatott, hogy Alsó-Egyiptom területéből mennyit tudott hatalma alatt tartani. Ryholt feltételezése szerint ekkoriban már létezett a kánaáni XIV. dinasztia, amely legalább a Nílus-delta keleti részét uralta. Ezt a feltételezését több tudós – köztük Gae Callender, Janine Bourriau és Darrell Baker – is elfogadja, mások, köztük Manfred Bietak, Daphna Ben-Tor, valamint James és Susan Allen nem értenek egyet vele, és úgy vélik, a XIV. dinasztia ekkor még nem létezett, csak később, a XIII. dinasztia IV. Szobekhotep nevű királyának idejében jelent meg.

## Családja
Kim Ryholt feltételezése szerint VI. Amenemhat egy nagyobb királyi család tagja, mely V. Amenemhat, Ameni Kemau, Szahórnedzsheritef és Jufni fáraókat is tagjai közé sorolta. Ezt arra alapozza, hogy ezek az uralkodók kettős neveket viseltek, melyekben Ryholt feltételezése szerint apjuk neve is szerepelt, tehát Ameni Kemau neve azt jelenti, hogy V. Amenemhat fia, őt pedig saját fia, Kemau Szahórnedzsheritef követte. Ugyanígy az Ameni Antef Amenemhat is háromszoros név, jelentése „Amenemhat, Antef fia, Ameni fia”, és apja talán az az Antef herceg volt, akit a stilisztikai alapon a XIII. dinasztia idejére datált szkarabeuszpecsétek említenek, és aki V. Amenemhat fia lehetett. VI. Amenemhat elődje, Jufni ugyanehhez a családhoz tartozott, bár pontos rokonsági kapcsolatai nem ismertek, tekintve, hogy rövid uralkodása idejéből nagyon kevés adat maradt fenn.
Kevesebb mint tíz évvel VI. Amenemhat uralkodása után trónra lépett egy Renszeneb Amenemhat nevű király. A kettős nevek logikáját követve lehet, hogy apja egy Amenemhat nevű király volt, vagy VI. Amenemhat, vagy egy későbbi uralkodó. Ryholt feltételezésével egyes egyiptológusok nem értenek egyet, mert azon alapszik, hogy a kettős nevek mindig apa és fia nevét jelzik, és ez nem bizonyított feltételezés.

## Név, titulatúra
A fáraók titulatúrájának magyarázatát és történetét lásd az Ötelemű titulatúra szócikkben.
| G5 |

| G5 |

| s | h · r | tA · tA |

| s | h · r | tA · tA |

| s | h · r | tA · tA |

| s | h · r | tA · tA |

| G5 |

| G5 |

| s | h · r | tA · tA |

| s | h · r | tA · tA |

| s | h · r | tA · tA |

| s | h · r | tA · tA |

| G16 |

| G16 |

| s | sxm | xa · a | w |

| s | sxm | xa · a | w |

| G16 |

| G16 |

| s | sxm | xa · a | w |

| s | sxm | xa · a | w |

| G8 |

| G8 |

| HqA | mAat |

| HqA | mAat |

| G8 |

| G8 |

| HqA | mAat |

| HqA | mAat |

| M23 | L2 |

| M23 | L2 |

| ra | s | anx | ib |

| ra | s | anx | ib |

| ra | s | anx | ib |

| ra | s | anx | ib |

| ra | s | anx | ib |

| ra | s | anx | ib |

| ra | s | anx | ib |

| ra | s | anx | ib |

| M23 | L2 |

| M23 | L2 |

| ra | s | anx | ib |

| ra | s | anx | ib |

| ra | s | anx | ib |

| ra | s | anx | ib |

| ra | s | anx | ib |

| ra | s | anx | ib |

| ra | s | anx | ib |

| ra | s | anx | ib |

| G39 | N5 | \| \| |
|     |    |       |

|  |

| G39 | N5 | \| \| |
|     |    |       |

|  |

| i | mn · n | i | i | ini | n&t&f | i | mn · n | m | HAt · t |

| i | mn · n | i | i | ini | n&t&f | i | mn · n | m | HAt · t |

| i | mn · n | i | i | ini | n&t&f | i | mn · n | m | HAt · t |

| i | mn · n | i | i | ini | n&t&f | i | mn · n | m | HAt · t |

| i | mn · n | i | i | ini | n&t&f | i | mn · n | m | HAt · t |

| i | mn · n | i | i | ini | n&t&f | i | mn · n | m | HAt · t |

| i | mn · n | i | i | ini | n&t&f | i | mn · n | m | HAt · t |

| i | mn · n | i | i | ini | n&t&f | i | mn · n | m | HAt · t |

| G39 | N5 | \| \| |
|     |    |       |

|  |

| G39 | N5 | \| \| |
|     |    |       |

|  |

| i | mn · n | i | i | ini | n&t&f | i | mn · n | m | HAt · t |

| i | mn · n | i | i | ini | n&t&f | i | mn · n | m | HAt · t |

| i | mn · n | i | i | ini | n&t&f | i | mn · n | m | HAt · t |

| i | mn · n | i | i | ini | n&t&f | i | mn · n | m | HAt · t |

| i | mn · n | i | i | ini | n&t&f | i | mn · n | m | HAt · t |

| i | mn · n | i | i | ini | n&t&f | i | mn · n | m | HAt · t |

| i | mn · n | i | i | ini | n&t&f | i | mn · n | m | HAt · t |

| i | mn · n | i | i | ini | n&t&f | i | mn · n | m | HAt · t |

## Fordítás
Ez a szócikk részben vagy egészben  az   Amenemhet VI című angol Wikipédia-szócikk ezen változatának fordításán alapul.  Az eredeti cikk szerkesztőit annak laptörténete sorolja fel. Ez a jelzés csupán a megfogalmazás eredetét és a szerzői jogokat jelzi, nem szolgál a cikkben szereplő információk forrásmegjelöléseként.